# VfL Bad Schwartau
Der Verein für Leibesübungen Bad Schwartau von 1863 e. V., kurz VfL Bad Schwartau, ist ein Sportverein aus Bad Schwartau, Schleswig-Holstein.
Bekannt wurde der Verein durch seine Handballabteilung, die seit 2002 in die HM Handball Marketing Spielbetriebs GmbH & Co. KG mit Sitz in Lübeck ausgegliedert ist und seit Juli 2017 unter dem Namen VfL Lübeck-Schwartau firmiert.
Der größte Erfolg des VfL Bad Schwartau im Fußball war die Teilnahme am DFB-Pokal in der Saison 1977/78.

## Geschichte
Gegründet wurde er im Jahre 1863 als Männerturnverein Bad Schwartau. Im Laufe der Zeit fusionierten damit der Schwartauer ATSV Eichenkranz von 1898, die Schwartauer Turnerschaft von 1910 und der Schwartauer Ballspielclub von 1912. Der VfL Bad Schwartau ist mit etwa 2.700 Mitgliedern der zweitgrößte Sportverein im Kreis Ostholstein.

## Abteilungen
Der Verein besitzt inzwischen 15 Abteilungen, darunter auch Badminton, Dirt Bike, Rhönradturnen, Musik und Walking.

## Handball

### Herren
Die erste Herrenmannschaft spielte bis zur Auflösung der „SG VfL Bad Schwartau-Lübeck“ und dem Umzug als HSV Hamburg nach Hamburg in der Bundesliga und gewann 2001 den DHB-Pokal. Fortan spielte der Verein in der drittklassigen Regionalliga Nordost und spielt seit der Saison 2008/09 in der 2. Bundesliga. Die Mannschaft trägt ihre Heimspiele in der Hansehalle in Lübeck aus und tritt seit der Saison 2017/18 als VfL Lübeck-Schwartau an. Die Abteilung ist seit 2002 in die HM Handball Marketing Spielbetriebs GmbH & Co. KG ausgegliedert, an der der VfL Bad Schwartau e. V. beteiligt ist.

### Damen

#### Geschichte
Die Damenmannschaft spielte in den Spielzeiten 1979/80 und 1980/81 ebenfalls in der Bundesliga. Außerdem waren die Damen von 1997 bis 2001 zweitklassig. 2010 qualifizierten sich die Damen für die neugegründete 3. Liga. In der Saison 2012/13 kooperierte der VfL im Damen-Bereich mit dem Zweitligisten TSV Travemünde, woraufhin die Drittligamannschaft vom Spielbetrieb abgemeldet wurde.

#### Bekannte ehemalige Spielerinnen
- Katja Dürkop
- Jana Stapelfeldt
- Maike Schirmer

### Jugend
Der VfL betreibt sehr erfolgreiche Jugendarbeit. Im männlichen Bereich kooperierte in den 2000er- und 2010er-Jahren der VfL mit dem TSV Ratekau, dem NTSV Strand 08 und Lübeck 1876. In der Saison 2012/13 spielt die männliche A-Jugend in der A-Jugend-Bundesliga die weibliche A-Jugend ebenfalls in der Bundesliga. Die zweite Herren- sowie die Jugendmannschaften sind Teil des VfL Bad Schwartau e. V.
- 2005: männliche A-Jugend wurde NOHV-Meister
- 2009: die männliche A-Jugend wird Vize-NOHV-Pokalsieger

## Fußball
Die Fußballabteilung des Vereins hatte ihre erfolgreichste Zeit in den 1950er Jahren, in der auch bis 1953 der spätere Oberligaspieler Atze Bornemann stürmte. Von 1951 bis 1953 und 1955 bis 1961 spielte man in der Amateurliga Schleswig-Holstein, der damals zweithöchsten Ebene im deutschen Ligasystem und zudem der höchsten Spielklasse des Schleswig-Holsteinischen Fußballverbandes. Letztmals trat der Verein im DFB-Pokal 1977/78 überregional in Erscheinung, als man die 1. Hauptrunde erreichte. Dort unterlag die Mannschaft beim BV 04 Düsseldorf mit 0:3. 2012 erreichte man als Aufsteiger aus der Kreisklasse A (Kreis Lübeck) in der Kreisliga Lübeck den 11. Platz.